# L'Esclave libre
Pour plus de détails, voir Fiche technique et Distribution.
L'Esclave libre (Band of Angels) est un film américain réalisé par Raoul Walsh, sorti le 3 août 1957.

## Synopsis
Amantha Starr (Yvonne De Carlo) est la fille extrêmement gâtée d'un propriétaire de plantation du Kentucky. Malheureusement, la mort de ce dernier met au jour un affreux secret : Amantha ne savait pas que sa mère avait été l'une des esclaves noires de son père. Trahie par la nouvelle femme de son père, elle devient légalement un bien et elle est prise par un marchand d'esclaves de La Nouvelle-Orléans pour être vendue. Sur le bateau qui descend le fleuve, il lui dit sans détour son intention de coucher avec elle, mais il y renonce quand elle essaie de se pendre. Les métisses pouvant passer pour blanche ayant une valeur financière supérieure, il décide de préserver sa marchandise donc son gain.
Amantha est mise aux enchères et la voilà inspectée sans pitié par un acheteur potentiel, un grossier personnage. Elle est sauvée d'une humiliation supplémentaire par Hamish Bond (Clark Gable), qui surenchérit et l'achète à un prix exorbitant. S'attendant au pire, Amantha est toute surprise que son nouveau propriétaire la traite comme une dame et non comme un esclave. Dans la propriété de son maître à la ville, elle fait la connaissance des principaux esclaves qu'il possède, sa domestique Michele (Carolle Drake) et son esclave préféré Rau-Ru (Sidney Poitier), au caractère contrasté. Il est en effet reconnaissant de la gentillesse d'Hamish, de l'éducation qu'il lui a donnée et de la confiance qu'il met en lui, mais il ne peut jamais oublier son statut social.
Le temps passe et Amantha et Hamish tombent amoureux l'un de l'autre. Pour compliquer encore les choses, Hamish cache le terrible secret d'une chose passée qui trouble sa conscience.
Finalement, la guerre civile éclate et La Nouvelle-Orléans tombant entre les mains de l'Union, la tête de Hamish est mise à prix. Lui et Amantha s'échappent avec l'aide de Rau-Ru, qui avait fui et avait rejoint l'armée de l'Union.

## Fiche technique
- Titre original : Band of Angels
- Titre français : L'Esclave libre
- Réalisation : Raoul Walsh
- Scénario : John Twist, Ivan Goff, Ben Roberts, d'après le roman Band of Angels de Robert Penn Warren
- Direction artistique : Franz Bachelin
- Décors : William Wallace
- Costumes : Marjorie Best
- Photographie : Lucien Ballard
- Son : Francis Stahl
- Montage : Folmar Blangsted
- Musique : Max Steiner
- Société de production et de distribution : Warner Bros. Pictures
- Pays d'origine :  États-Unis
- Langue : anglais
- Format : Couleurs (Warnercolor) - 35 mm - 1,85:1 - Son : Mono (RCA Sound Recording)VistaVision
- Lors de la sortie du film en 1957 en Belgique, c'est une copie en 2.35 (cinémascope appelé Warnerscope) qui a été exploitée.
- Genre : Film d'aventure
- Durée : 125 minutes
- Dates de sortie : 
  - États-Unis : 3 août 1957
  - France : 1er janvier 1958

## Distribution

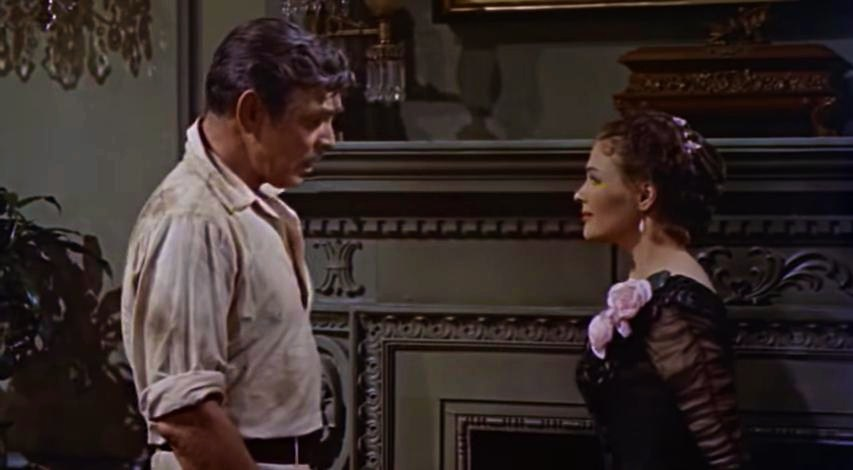
Clark Gable et Yvonne De Carlo, image extraite de la bande annonce du film.

- Clark Gable (V.F. : Raymond Loyer) : Hamish Bond
- Yvonne De Carlo (V.F. : Mony Dalmes) : Amantha Starr
- Sidney Poitier (V.F. : René Arrieu) : Rau-Ru
- Efrem Zimbalist Jr. (V.F. : Jacques Thebault) : Ethan Sears
- Patric Knowles (V.F. : Jean-Henri Chambois) : Charles De Marigny
- Torin Thatcher (V.F. : Pierre Morin) : Capitaine Canavan
- Rex Reason (V.F. : Michel Gudin) : Seth Parton
- Andrea King (V.F. : Nadine Alari) : Miss Idell
- Ray Teal (V.F. : Jean Brochard) : Calloway
- Russell Evans : Jimmee, majordome de Bond
- Carolle Drake (V.F. : Thérèse Rigaut) : Michelle
- Raymond Bailey (V.F. : Émile Duard) : Stuart, propriétaire terrien
- Tommie Moore : Dollie, femme de chambre de Bond

Acteurs non crédités
- Roy Barcroft (V.F. : Jean Clarieux) : Gillespie, surveillant d'Aaron
- Larry J. Blake (V.F. : Roger Rudel) : Commissaire-priseur
- Marshall Bradford (V.F. : Jacques Berlioz) : Général Butler
- Zelda Cleaver (V.F. : Mona Dol) : Sukie
- Ann Doran : Mme Morton
- William Forrest (V.F. : Richard Francoeur) : Aaron Star
- Jester Hairston : esclave
- Carl Harbaugh : marin
- Jim Hayward : le shérif
- Maurice Marsac (V.F. : Gérard Férat) : Un participant à la vente aux enchères
- Juanita Moore (V.F. : Jacqueline Ferrière) : Budge, servante de Calloway
- William Schallert (V.F. : Claude Peran) : Lieutenant de l'Union
- Bob Steele : soldat de l'Union
- Dan White : commerçant